# Cordia alliodora
Cordia alliodora là loài thực vật có hoa trong họ Mồ hôi. Loài này được (Ruiz & Pav.) Oken mô tả khoa học đầu tiên năm 1841.